# Hugo am Zehnhoff

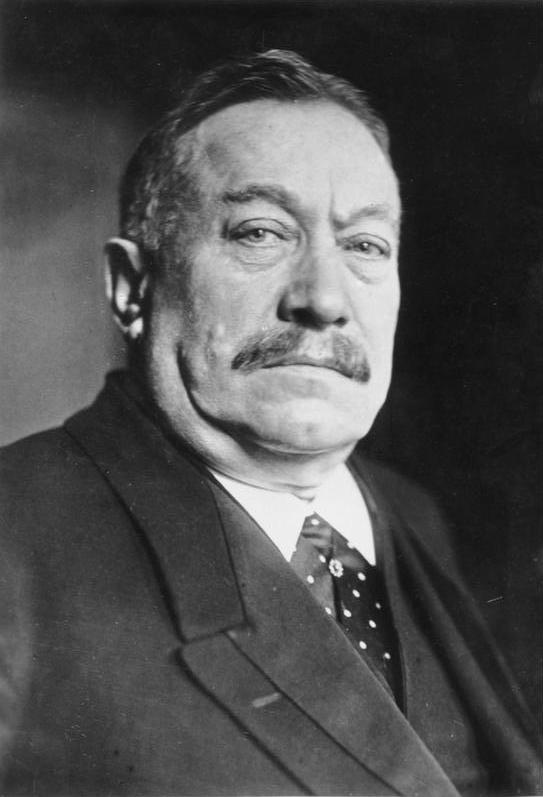
Hugo am Zehnhoff (1926)

Paul Hugo am Zehnhoff (* 11. Februar 1855 in Waldorf; † 24. August 1930 in Düsseldorf) war ein deutscher Jurist und Politiker (Zentrum).

## Leben und Beruf
Nach dem Abitur nahm Zehnhoff ein Studium der Rechtswissenschaften auf, welches er 1876 mit dem ersten und 1882 mit dem zweiten juristischen Staatsexamen beendete. Während seines Studiums trat er der katholischen Studentenverbindung WKStV Unitas-Salia Bonn bei. Er war zunächst Gerichtsreferendar in Göttingen und Köln, promovierte zum Dr. jur. und war anschließend als Rechtsanwalt beim Oberlandesgericht Köln tätig. Nach den Ernennungen zum Justizrat 1901 und zum Geheimen Justizrat 1906 arbeitete er als Rechtsanwalt beim Oberlandesgericht Düsseldorf. 1913 wurde er Vorsitzender der Anwaltskammer in Düsseldorf.

## Abgeordneter
Während der Zeit des Deutschen Kaiserreichs war Zehnhoff von 1899 bis 1908 Mitglied des Preußischen Abgeordnetenhauses. Zudem gehörte er von 1899 bis 1918 dem Reichstag an. In der Zeit der Weimarer Republik war er von 1919 bis 1928 Mitglied der Preußischen Landesversammlung bzw. des Preußischen Landtages.

## Öffentliche Ämter
Zehnhoff amtierte vom 25. März 1919 bis zum 5. März 1927 als preußischer Staatsminister der Justiz in den von den Ministerpräsidenten Paul Hirsch, Otto Braun, Adam Stegerwald und Wilhelm Marx geführten Landesregierungen. Der Staatssekretär im Justizministerium Fritzsche erwiderte 1926 in einer Etatberatung des Preußischen Landtags in Erwiderung auf polemische Angriffe gegen Am Zehnhoff, dass er in den 30 Jahren seiner Tätigkeit im Justizministerium noch keinen Minister gesehen habe, der so pünktlich jeden Tag um neun Uhr früh seine Herren zu sich berief wie Herr Am Zehnhoff.